# Siemion Giet´man
Siemion Grigorjewicz Giet´man (ros. Семён Григорьевич Гетьман, ur. 15 stycznia?/28 stycznia 1903 we wsi Wielikije Budiszcza w guberni połtawskiej (obecnie w obwodzie połtawskim), zm. 30 sierpnia 1985 w Moskwie) – radziecki wojskowy narodowości ukraińskiej, generał major lotnictwa, Bohater Związku Radzieckiego (1941).

## Życiorys
Dzieciństwo i młodość spędził w Połtawie, do 1916 skończył 3 klasy szkoły podstawowej, od 1916 mieszkał w Moskwie, gdzie pracował jako kurier w banku przemysłowym, później w aparacie pełnomocnika Centralnego Zarządu Artyleryjskiego Armii Czerwonej.
Od października 1920 służył w armii, w latach 1920–1921 brał udział w likwidacji zbrojnych grup antykomunistycznych na Ukrainie, w 1922 skończył szkołę piechoty w Połtawie, służył w Ukraińskim Okręgu Wojskowym. W 1929 ukończył wojskową szkołę pilotów w Orenburgu, w 1933 kursy doskonalenia kadry dowódczej, a w grudniu 1934 Kaczyńską Wojskową Wyższą Szkołę Lotniczą Pilotów, był szefem sztabu oddziału lotniczego i dowódcą eskadry.
W lutym-marcu 1940 jako zastępca dowódcy pułku bombowców lekkich uczestniczył w wojnie z Finlandią, wykonując 16 lotów bojowych samolotem R-Z, później służył w Charkowskim Okręgu Wojskowym, od czerwca 1941 walczył w wojnie z Niemcami jako dowódca pułku lotnictwa szturmowego na Froncie Zachodnim i Południowym, brał udział w walkach obronnych na Białorusi, w rejonie Smoleńska i w Donbasie. Szczególnie wyróżnił się podczas walk obronnych na Białorusi, bombardując cele nad Berezyną (2 lipca 1941) i niszcząc na ziemi 22 samoloty wroga na lotnisku w Bobrujsku (5 i 9 września 1941).
Od maja 1942 do maja 1945 dowodził 230 Dywizją Lotnictwa Szturmowego, walczył na Froncie Południowym, Zakaukaskim, Północno-Kaukaskim, 4 Ukraińskim i 2 Białoruskim, uczestniczył w walkach o Charków, walkach o Kaukaz, operacji noworosyjsko-tamańskiej, krymskiej, mohylewskiej, białostockiej, osowieckiej, pomorskiej i berlińskiej, wykonał 12 lotów bojowych samolotem Ił-2.
Po wojnie do kwietnia 1946 dowodził dywizją w Grupie Wojsk Radzieckich w Niemczech, w 1948 ukończył Wojskową Akademię Sztabu Generalnego i został dowódcą korpusu lotnictwa szturmowego w Grupie Wojsk Radzieckich w Niemczech, 1949–1953 był pomocnikiem dowódcy Lotnictwa Transportowo-Desantowego, później wykładał w Wojskowej Akademii Sztabu Generalnego, w sierpniu 1955 został zwolniony do rezerwy.

## Awanse
- major (14 lutego 1938)
- podpułkownik (8 grudnia 1941)
- pułkownik (22 lutego 1943)
- generał major lotnictwa (1 lipca 1944)

## Odznaczenia
- Złota Gwiazda Bohatera Związku Radzieckiego (4 października 1941)
- Order Lenina (dwukrotnie - 4 października 1941 i 6 listopada 1945)
- Order Czerwonego Sztandaru (czterokrotnie - 15 września 1943, 22 lipca 1944, 3 listopada 1944 i 15 listopada 1950)
- Order Suworowa II klasy (10 kwietnia 1945)
- Order Kutuzowa II klasy (25 października 1943)
- Order Bohdana Chmielnickiego (ZSRR) II klasy (29 maja 1945)
- Order Wojny Ojczyźnianej I klasy (dwukrotnie - 4 maja 1944 i 11 marca 1985)
- Order Czerwonej Gwiazdy (dwukrotnie - 22 lutego 1941 i 28 października 1967)
- Order „Znak Honoru” (22 lutego 1938)
- Medal „Za obronę Kaukazu”
- Medal jubileuszowy „XX lat Robotniczo-Chłopskiej Armii Czerwonej”
- Medal „Za zwycięstwo nad Niemcami w Wielkiej Wojnie Ojczyźnianej 1941–1945”
- Medal „Za zdobycie Królewca”
- Medal „Weteran Sił Zbrojnych ZSRR”
- Order Krzyża Grunwaldu III klasy (Polska Ludowa, 6 kwietnia 1946)
- Medal za Odrę, Nysę, Bałtyk (Polska Ludowa)

I inne.